# Afgán róka
Az afgán róka (Vulpes cana) az emlősök (Mammalia) osztályába, a ragadozók (Carnivora) rendjébe és a kutyafélék (Canidae) családjába tartozó faj.

## Előfordulása
Afganisztán, Egyiptom, Irán, Izrael, Jordánia, Omán, Pakisztán, Szaúd-Arábia, Türkmenisztán, az Egyesült Arab Emírségek és Jemen területén honos.

## Megjelenése
Testhossza 42 centiméter, farok 30 centiméter, testsúlya 1,5 - 3 kilogramm.
Megjelenése és mozgása kissé macskaszerű ennek a kis rókának. Bundája fekete, szürke és fehér foltos, hátsó lábai sötét színűek, hasi oldala majdnem fehér. Fülei jellegzetesen nagyok. Farka rendkívül bozontos és gyakran sötét végű.

## Életmódja
Szinte kizárólag éjszaka mozog, több gyümölcsöt eszik, mint más rókák. Gyakran fordul elő kertek közelében. Értékes prémjéért kíméletlenül vadásszák.

## Szaporodása
A nőstény 50-60 napos vemhesség után 1-3 kölyöknek ad életet.